# NGC 7785
NGC 7785 este o galaxie situată în constelația Peștii. A fost descoperită în 25 octombrie 1785 de către William Herschel. Se află la o distanță de 47,2 de megaparseci de Pământ.